# Кабулджанов, Сардор Рафкатович
Сардор Рафкатович Кабулджанов (узб. Sardor Qobuljonov; род. 2 февраля 1987, Ташкент) — узбекский футболист, вратарь клуба «Хорезм».

## Карьера
Сардор Кабулджанов является воспитанником футбольной школы ФК «Металлург Бекабад». В 2007 году он начал свою профессиональную карьеру именно в этом клубе. В 2011 году он перешёл в «Бухару». В составе «Бухары» Кабулджанов выступал три сезона и за это время сыграл в 44 матчах. В начале 2014 года Сардор Кабулджанов подписал контракт с ферганским «Нефтчи», в первом круге провёл всего 1 матч, а во втором круге стал основным вратарём, заменив бывшего основного вратаря «Нефтчи» Хислата Чилматова.
В 2015 году вернулся в состав Бухары.
В состав национальной сборной Узбекистана Кабулджанов вызывался в 2012—2013 годах, но на поле не выходил[уточнить].